# Wilhelm Ohm
Wilhelm Friedrich Hubert Ohm (* 11. Januar 1905 in Stettin; † 5. Juli 1965 in Hamburg) war deutscher Maler, Zeichner, Bildhauer und Architekt. 

## Leben
Wilhelm Ohm wurde am 11. Januar 1905 als Sohn des Lehrers Hubert Friedrich Karl Ohm und dessen Ehefrau Antonia Alwine Auguste Ohm geb. Rackow in deren Wohnung Lessingstraße 2 in Stettin geboren. Er besuchte die Stettiner Ernst-Moritz-Arndt-Mittelschule und danach bis Ostern 1923 die Bismarck-Oberrealschule in Stettin.
Von 1923 bis 1929 folgte ein Studium an der Werkkunstschule Stettin. Anschließend studierte er Architektur an den Technischen Hochschulen Danzig, Wien und Berlin. Ab 1923 unternahm er zahlreiche Studienreisen in Deutschland, Frankreich, Belgien, Holland, England, Dänemark, Italien und Österreich. 1923 trat er zudem dem Norddeutschen Künstlerbund bei und war dort bis zu dessen Gleichschaltung 1933 Mitglied.
Ab 1927 war er als Architekt im Staatsdienst tätig. 1931 legte er seine Staatsprüfung zum Regierungsbaumeister ab. 1932 folgte ein ergänzendes Tiefbaustudium, wieder an der Technischen Hochschule Berlin, wo ihm 1933 der Grad eines Doktoringenieurs verliehen wurde. 1934/1935 studierte er Bildhauerei und Wandmalerei an der Preußischen Akademie der Künste in Berlin. 1935 heiratete er in Berlin. 1940 erfolgte seine Habilitation an der Technischen Hochschule Berlin über farbige Neugestaltung von Städten, wodurch er Malerei und Architektur zu einer Symbiose vereinen wollte. Am 1. August 1943 wurde sein Sohn August Ohm in Berlin geboren, der ebenfalls Künstler wurde.
Neben seinem Hauptberuf als Regierungsbaumeister in Berlin, Stadtoberbaurat in Emden 1939, und Landesbaupfleger in Schlesien 1942 malte Wilhelm Ohm kontinuierlich und beschäftigte sich mit Plastik, stellte jedoch während der Zeit des Nationalsozialismus nicht aus. 1939/1940 und 1944/1945 wurde er zum Wehrdienst herangezogen. Durch die Bombardierungen von Berlin wurde sein malerisches Frühwerk zerstört.
Nach dem Zweiten Weltkrieg wurde Ohm 1946 Baurat der Stadt Hamburg. Von 1950 bis 1963 war er der Direktor der Ingenieurschule für Bauwesen in Hamburg. Die Idee der farbigen Architektur der Zukunft bestimmte sein Schaffen für den Wiederaufbau entscheidend. Zudem wirkte er als Dozent in der Erwachsenenbildung. Ab 1951 ist er im Hamburger Adressbuch erfasst und wohnte im Hanssensweg 11 in der Jarrestadt in Hamburg-Winterhude, ab 1953 in der Straße Olendörp 27 in Hamburg-Fuhlsbüttel und von 1956 bis 1965 in derselben Straße Hausnummer 21a. Wilhelm Ohm verstarb am 5. Juli 1965 in Hamburg. Seine letzte Ruhestätte fand er auf dem Friedhof Ohlsdorf (Grablage AB 13-77, nordöstlich vom Nordteich).
Sein Nachlass wird von der Stiftung Ohm verwaltet, die zusammen mit dem Atelier Ohm ihren Sitz in der Röntgenstraße 57 in Hamburg-Fuhlsbüttel hat. Neben dem Nachlass verwaltet sie zudem eine kostümgeschichtliche Sammlung, eine Sammlung von Zeichnungen mit Beispielen von der Renaissance bis heute, den Kernbestand der Arbeiten von August Ohm und einen Skulpturengarten. Der Stiftungsvorstand besteht aus dem Kunsthistoriker Wilhelm Hornbostel, Birgit Ohlen, August Ohm und Heidemarie Reutter.
Weitere Werke Wilhelm Ohms befinden sich unter anderem in den Sammlungen der Stadt Hamburg, des Kunstforums Ostdeutsche Galerie in Regensburg und der Stiftung Pommern, deren Sammlungen inzwischen auf die Stiftung Pommersches Landesmuseum in Greifswald überging.

## Nachlass
Der von der Stiftung Ohm verwaltete Nachlass des Malers, Zeichners, Bildhauers und Architekten Wilhelm Ohm, der in klassischer Allseitigkeit nach einer „Universitas“ der Künste strebte, lässt sich in drei Werkgruppen gliedern:
- Die Zeichnungen der 1920er Jahre, die stilistisch zwischen der Neuen Sachlichkeit und dem Surrealismus einzuordnen sind, spiegeln collageartig das Lebensgefühl der jungen Generation im Berlin der Weimarer Republik nach dem Ende des Ersten Weltkriegs wider.
- In den Bildern und Zeichnungen der Zeit nach 1945, in denen der Künstler der Verschollenen Generation die für sein kreatives Schaffen verlorenen Jahre nach der Machtergreifung der Nationalsozialisten 1933 aufzuholen versuchte, finden sich im künstlerischen Ausdruck Gefühle von Aufbruch und entfesselter Freiheit in einer expressiven Farben- und Formensprache.
- Im nachimpressionistischen Spätwerk wandelt sich das Expressive der Bilder im Verlauf der 1950er Jahre zu einer immer differenzierteren Palette und zu einer atmosphärischeren Gesamtwirkung.[6]

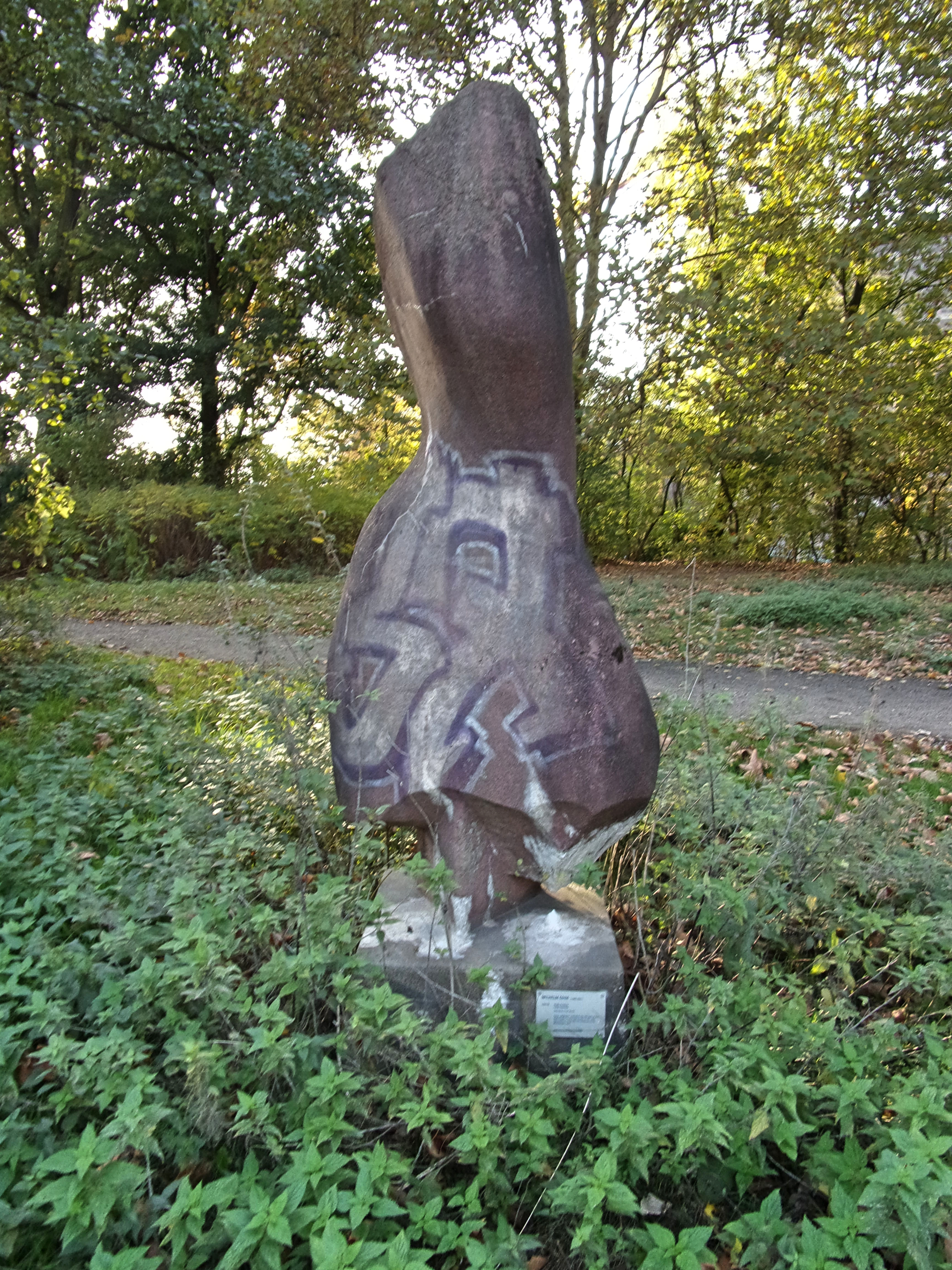
Große Panthea, Thörls Park, Hamburg-Hamm, Zustand 2018

## Werke im öffentlichen Raum
- 1961/1962: Große Panthea, Steinguss, ehemals zweifarbig gefasst (Komplementärfarben),[7] 185 cm, Ankauf der Stadt Hamburg für die IGA 1963, später umgesetzt in den Thörls Park, nahe U-Bahnhof Burgstraße, Hamburg-Hamm
- 1961/1962: Große Panthea II, Bronze mit schiefergrauer Patina, Guss: Bildgießerei Barth in Berlin (seit 1970 in Rinteln), 185 cm, Skulpturengarten der Stiftung Ohm, Röntgenstraße 57, Hamburg-Fuhlsbüttel[8]

## Ausstellungen (Auswahl)
Einzelausstellungen
- 1947: Galerie Kristeller, Hamburg
- 1947: Das Kunstkabinett Hertmann & Co., Hamburg
- 1948: Kestner-Museum, Hannover
- 1950: Kunsthalle Bremen
- 1951: Kestner-Museum, Hannover (mit Otto Dix)
- 1965: Kunstamt, Berlin-Wilmersdorf
- 1969: Ingenieurschule für Bauwesen, Hamburg
- 1975: Wilhelm Ohm 1905 – 1965. Der Künstlerische Nachlass – Gemälde und Grafik, Ostdeutsche Galerie, Regensburg
- 1975: Stiftung Pommern, Rantzaubau des Kieler Schlosses (Westflügel)
- 1980: Atelier Ohm, Hamburg-Fuhlsbüttel
- 1985: Atelier Ohm, Hamburg-Fuhlsbüttel
- 1994: Atelier Ohm, Hamburg-Fuhlsbüttel
- 2003: Wilhelm Ohm – Pastelle, Atelier Ohm, Hamburg-Fuhlsbüttel[9]
- 2005: Wilhelm Ohm – Ausgewählte Pastelle, Ausstellung aus Anlass des 100sten Geburtstags des Künstlers, Atelier Ohm, Berlin[10]
- 2005: Wilhelm Ohm – Bilder vom Meer, Atelier Ohm, Hamburg-Fuhlsbüttel[11]
- 2014: Wilhelm Ohm, August Ohm – Bilder von Vater und Sohn, Atelier und Stiftung Ohm, Berlin (mit August Ohm)[12]
- 2015: Wilhelm Ohm – August Ohm – Bilder von Vater und Sohn, Herbstausstellung anlässlich des 50sten Todesjahres von Wilhelm Ohm, Atelier und Stiftung Ohm, Hamburg-Fuhlsbüttel (mit August Ohm)[13][14]
- 2019: Sylt um 1950 – Bilder von Wilhelm Ohm, Kaamp-Hüs, Kampen, Sylt[15]

Gemeinschaftsausstellungen
- 1928/1929: Norddeutsche Secession, Stadtmuseum Stettin
- 1953: Künstler aus Pommern, Hamburger Kunsthalle
- 1958: Künstlergilde, Technische Hochschule Hannover
- 1958: Künstlergilde, Museo National de Bellas Artes, Santiago de Chile
- 1968: Realismus in der Malerei der 20er Jahre, Kunstverein in Hamburg[16]
- 1968/1969: Realismus in der Malerei der 20er Jahre, Frankfurter Kunstverein[17]
- 1976: Großstadt und Großstadtleben, Bat-Haus, Hamburg
- 1976/1977: Atelier Ohm, Hamburg-Fuhlsbüttel
- 1980: German Realism of the Twenties, Minneapolis Institute of Art[18]
- 1980/1981: German Realism of the Twenties, Museum of Contemporary Art, Chicago[19]
- 1981: Atelier Ohm, Hamburg-Fuhlsbüttel
- 1983/1984: Thema Sylt, Galerie Futurum, Hamburg
- 1991: Atelier Ohm, Hamburg-Fuhlsbüttel
- 2018/2019: Schlachter des guten Gewissens – Der Zeichner Paul Holz 1883–1938, Kunstforum Ostdeutsche Galerie, Regensburg[20]